# Castello di Luynes
Il castello di Luynes è un castello che si trova a Luynes nel dipartimento dell'Indre e Loira e che fa parte dei castelli della Loira.

## Storia
Costruito come fortezza medievale nel XIII secolo, il castello è oggi un grande maniero su un promontorio roccioso che domina la valle della Loira ed è registrato come monumento storico dal 17 luglio 1926.
Il castello fu sostanzialmente ricostruito nel XV secolo, quando le finestre attuali sostituirono le primitive feritoie e il muro tra le torri fu forato da bifore. La cortina meridionale è oggi sostituita da un terrazzo e si può ancora distinguere un muro difensivo esterno con due piccole torri circolari. Nel XVII secolo fu costruito un padiglione sul retro della torre di sud-est.